# Habitatge al carrer de Santa Anna, 9 (Tortosa)
L'Habitatge al carrer de Santa Anna, 9 és una obra del municipi de Tortosa (Baix Ebre) inclosa en l'Inventari del Patrimoni Arquitectònic de Catalunya.

## Descripció
Es tracta d'una casa entre mitgeres que ocupa 10-11 metres de façana, bastant per sobre de la mitja dels habitatges veïns. Consta de planta i tres pisos, encara que el tercer és fet nou a la façana. Aquesta s'obren tres portes d'arc de mig punt adovellat i la central té gravada la data de 1913. La mateixa dona accés als pisos, mentre que les laterals devien destinar-les a comerços. Els dos pisos que mantenen l'estructura original tenen tres balcons de ferro amb manises decorades i finestres intermèdies. El parament de la façana és en els tres primers nivells la pedra, carreuada en blocs petits, i que en algun sector es troba bastant deteriorada. El segon pis està arrebossat simulant també carreus, i en el primer queden restes del mateix recobriment. La porta d'accés als pisos, des de la planta, comunica directament amb un rebedor comú de mitjanes dimensions (aquest s'accedeix mitjançant una escala de tres trams o a la catalana inscrita en un espai quadrat i amb ull central bastant gran). La part superior d'aquest espai està cobert amb volta d'aresta amb senzills relleus decoratius a la base.

## Història
El barri de Sant Jaume formava part, junt amb el de Remolins, de l'antic Call jueu de la ciutat. Aquest habitatge es troba al carrer que formava l'eix principal de la zona, en la prolongació del cards.